# 蘭嶼山桂花
蘭嶼山桂花（学名：Maesa lanyuensis）为紫金牛科山桂花屬下的一个种。

## 扩展阅读
- 維基物種上的相關：蘭嶼山桂花